# جو بويك
جو بويك (بالإنجليزية: Joe Buick)‏ هو لاعب كرة قدم بريطاني في مركز نصف الجناح، ولد في 1 يوليو 1933 في بروتي فيري ‏ في المملكة المتحدة. لعب مع نادي تشيلتنهام تاون لكرة القدم ونادي لينكولن سيتي ونادي ويموث.